# Векиано
Векиано (на италиански: Vecchiano) е град и община в Италия, в региона Тоскана, провинция Пиза. Населението е около 12 000 души (2004).
Градът се намира близко до Лигурско море и селището Марина ди Векиано е летен курорт.